# Резольюшен (остров, Новая Зеландия)
Резольюшен (англ. Resolution Island) — остров в Новой Зеландии. Административно входит в состав региона Саутленд.

## География
Остров Резольюшен расположен в юго-западной части Новой Зеландии и является крупнейшим (необитаемым) островом в регионе Фьордленд. Имея площадь в 208,6 км², считается пятым по величине островом Новой Зеландии. Отделён от острова Южный бухтами Даски-Саунд и Брейкси. К северу и югу расположены острова Юслесс и Лонг.
По форме Резольюшен напоминает прямоугольник. Лишь на западном побережье есть выступающий, узкий полуостров Файв-Фингерс. Поверхность острова гористая: имеется 13 пиков, высота которых превышает 900 м. Высшая точка, гора Кларк, достигает 1069 м.

## История
Европейским первооткрывателем острова стал британский путешественник Джеймс Кук, который открыл его в марте 1773 года во время своей третьей экспедиции. Резольюшен был назван в честь главного корабля экспедиции.
Первые усилия по охране окружающей среды на острове были предприняты Ричардом Генри на рубеже XIX—XX веков. В 1891 году Резольюшен стал первой в Новой Зеландии природной охраняемой территорией и первым в мире островным заповедником.
В 2004 году правительством Новой Зеландии было выделено большое количество средств для отлова интродуцированных видов (прежде всего, горностая) с целью сохранения популяций коренных видов местной фауны.